# Felix Kerl
Felix Caspar Kerl (* 4. Januar 1802 in Platten, Böhmen; † 26. Dezember 1876 in Baden bei Wien) war ein böhmischer Fabrikant und Gutsbesitzer. Als Teilhaber der Spitzenfabrik Anton Gottschald & Comp. baute er das Unternehmen zu dem bedeutendsten für die Spitzenerzeugung Österreichs aus.

## Leben
Felix Kerl wurde am 4. Januar 1802 als Sohn des Fabrikanten Franz Anton Kerl (1770–1849), der seit 1799 mit blauer Farbe, Eisen und Stahl handelte und erster Verleger handgeschmiedeter Löffel in Platten war und dessen ersten Ehefrau Maria Anna Josepha geb. Miesl (1771–1808) in Platten Hausnummer 179 geboren und am folgenden Tag getauft. Sein Onkel war der spätere Staatsbeamte und Bürgermeister von Wiener Neustadt Felix Miesl, der 1836 mit dem Prädikat Edler von Treuenstadt in den Adelsstand erhoben wurde. Sein Großvater Joseph Ignaz Miesl (1729–1786) bekleidete in Platten zeitweise das Bürgermeisteramt.
Über seine Ehefrau, die zu den Mieslischen Erben zählte, war er Teilhaber an der Miesl´schen Schmaltenfabrik, deren Erzeugnisse überwiegend im Ausland abgesetzt wurden. Um 1826 beteiligte sich Kerl als Companion, zusammen mit der verwitweten Spitzenhändlerin Ludmilla Kunzmann und seinem Schwager dem Spitzenfabrikanten Anton Korb, an dem Unternehmen k. k. priv. Spitzenfabrik Anton Gottschald & Comp. Er war somit zugleich Mitbesitzer der k. k. priv. Bobinet-Fabrik Breitfeld & Comp. zu Prag. Als neuer Kapitalgeber führte Kerl das Unternehmen fort und baute es weiter aus.
In der ersten Hälfte des 19. Jahrhunderts gründete Kerl in Platten eine Faktorei der Firma Anton Gottschald & Comp., die er leitete. Ungefähr 200 Klöpplerinen gab es damals in Platten, die für das Hauptunternehmen arbeiteten. Die sogenannte Plattner Spitzenschule wurde später wieder geschlossen. Um 1842 erwarb Kerl des Gut Teltsch im Kreis Elbogen. 1843/44 erhielt er zusammen mit drei neuen Teilhabern die Landesfabrikbefugniss zur Erzeugung von weißen und schwarzen Seiden, Zwirn, Spitzen, Blonden und Seidentull sowie Mullstickereien übertragen. Im gleichen Jahr brachte der Betrieb ein Quantum von 1400 Zentner Leinenspitze in den Verkehr. Die Erzeugnisse wurden nach Wien, Graz, Pest und anderen Orten der k. k. Monarchie bis über die Grenzen nach Sachsen abgesetzt.
Während Joseph Kunzmann, mit dem Kerl seit 1843 firmierte und mit dem er zugleich Inhaber der k. k. priv. Prager Tuilanglais-Fabrik war, den neuen Hauptsitz des Unternehmens in Neudek leitete, zog Kerl 1845 von Platten nach Wien. Mit steigenden Absätzen hatte er dort eine Firmenfiliale gegründet, die sich zum Mittelpunkt des gesamten Betriebes entwickelte und der er bis zuletzt vorstand. 1861 kandidierte Kerl für den Bezirk St. Joachimsthal im böhmischen Landtag. Er starb 1876 in Baden bei Wien.
Kerl trat auch als Wohltäter in Erscheinung, so hatte er in Platten eine Weihnachtsbescherungsstiftung gegründet, die für arme Schulkinder bestimmt war.

## Familie
Felix Kerl heiratete am 31. Januar 1828 in Platten seine Cousine Carolina Franziska Miesl (* 1. August 1808 in Platten Hs-Nr. 117), der postumen Tochter des Blaufarbenfabrikanten Joseph Cosmas Miesl. Aus der Ehe gingen folgende Kinder hervor:
- Maria Anna Carolina (* 8. Dezember 1829 in Platten Hs-Nr. 150).
- Felix Julius Maria (* 21. September 1832 in Platten Hs-Nr. 117; † 23. Dezember 1855)
- Maria Anna Olivia Carolina (* 1. Dezember 1834 in Platten Hs-Nr. 117)
- Anton Carl Benjamin (* 30. August 1836 in Platten Hs-Nr. 117; † 12. Oktober 1836)
- Veronica Anna Maria Louise (* 16. März 1838 in Platten Hs-Nr. 117; † 28. August 1838)
- Emil Karl Felix Maria Joseph (* 4. November 1840 in Platten Hs-Nr. 117; † 10. April 1852)
- Anna Johanna Bertha (* 2. August 1842 in Platten Hs-Nr. 117; † 27. Januar 1853)
- Maria Felix Karl (* 19. Juni 1844 in Platten Hs-Nr. 117; † 22. Juni 1844)